# Catedral del Sagrado Corazón (Rajkot)
La Catedral del Sagrado Corazón o simplemente Catedral de Rajkot es una catedral católica de rito Syro-Malabar en Rajkot en el país asiático de la India. También se conoce como Prem Mandir, que significa "templo del amor" en hindi y gujarati. La catedral, dedicada al Sagrado Corazón de Jesús, está situada cerca de la casa del obispo.
El aspecto llamativo de la catedral es su arquitectura que se asemeja predominante a un templo indio tradicional, pero de hecho mezcla características arquitectónicas de varias religiones. La catedral fue diseñada por Ashwinbhai Sanghvi y el trabajo de cristal fue hecho por Balan. Tiene cúpulas y un pináculo, y sus arcos y tallas de granito se inspiran en las mezquitas indias. Hay un mosaico de Jesús sentado en una meditación posando sobre un loto como un hombre sagrado de la India. Los símbolos representados en las ventanas y puertas son la llama, flauta y loto. Cada una de las cinco cúpulas de la iglesia está grabada con símbolos de otras religiones. Una cruz del estilo oriental en una flor de loto se coloca encima de la bóveda principal.